# Dieter Klaus
Dieter Klaus (* 8. Juli 1938 in Köln; † 16. April 2010) war ein deutscher Geograph, Klimatologe und Systemwissenschaftler.

## Werdegang
Klaus belegte ein Studium der Geographie und Mathematik in München und Bonn. 1972 war seine Promotion zum Dr.rer.nat in Bonn bei Wilhelm Lauer, 1979 erfolgte die Habilitation. Klaus lehrte ab 1977 als Professor am Geographischen Institut der Universität Bonn. Forschungsschwerpunkte waren digitale Anwendungen (Fernerkundung, neuronale Netze, Simulationen), Geoökologie, Klimatologie, Trockengebiete, Quantitative Geographie und Systemforschung.
Klaus war ein Pionier der Erdsystemwissenschaft, von mathematisch-statistischen Analysen und Systemmodellierungen, insbesondere globaler Umwelt- und Klimaveränderungen. Wegweisend waren seine systemanalystischen Untersuchungen ökologischer Prozesse, lokale Klimaanalysen und die Verfahrensentwicklung zur Berechnung der globalen Tragfähigkeit. Regional waren seine Schwerpunkte:Mittelamerika, Nordafrika und der Sahel.

## Publikationen (Auswahl)
- Klaus, Dieter. Systemanalytischer Ansatz in der geographischen Forschung. Geographisches Institut, Universität Karlsruhe, 1980.
- Klaus, Dieter. "Vom Sein zum Werden. Räumliche Systeme mit chaotischer Dynamik." Geographische Rundschau 43.2 (1991): 110-116.
- Klaus, Dieter. Natürliche und anthropogene Klimaänderungen und ihre Auswirkungen auf den wirtschaftenden Menschen: ein geographisches Studienprojekt zum klimatischen Grundproblem unseres Lebens. Schöningh, 1980.
- Klaus, D., Poth, A., Niemeyer, I., Stein, G., Canty, M. J., & Vox, M. (1999). Satellitenbildauswertung mit künstlichen Neuronalen Netzen zur Umweltüberwachung: Vergleichende Bewertung konventioneller und Neuronaler Netzwerkalgorithmen und Entwicklung eines integrierten Verfahrens (No. FZJ-2021-02660). Publikationen vor 2000.
- Klaus, D. et al. Internationale Treibhausgasverifikation Nr. 10: Erkennen und Kartieren von Wald-, Brach- und Aufforstungsflaechen mit multispektralen und multitemporalen LANDSAT 5 TM Satellitenbildern in der Niederrheinischen Bucht-Beitrag zur Verifikation internationaler Treibhausgas-Vereinbarungen." BERICHTE-FORSCHUNGSZENTRUM JULICH JUL (1996).
- Klaus, Dieter, and Gotthard Stein.Der globale Wasserkreislauf und seine Beeinflussung durch den Menschen: Möglichkeiten zur Fernerkundungs-Detektion und-Verifikation. No. PreJuSER-37420. Programmgruppe Systemforschung und Technologische Entwicklung, 2001.
- Klaus, Dieter. Umweltbelastung durch Energieversorgung und-verwendung. Geographisches Inst., 1980. 140 S.
- Klaus, D., Niemeyer, I., Paeth, H., & Poth, A. (1997). Änderungen der Zirkulationsstruktur im europäisch-atlantischen Sektor und deren mögliche Ursachen. Akademie der Wissenschaften und der Literatur.
- Frankenberg, Peter, and Dieter Klaus. Studien zur Vegetationsdynamik Südosttunesiens. Dümmler, 1987.
- Dynamik der globalen Tragfähigkeit. In: Beiträge Zu Globalen Umweltprobleme . (Hrsg. Dieter Anhuf, Peter Frankenberg), Akademie der Wissenschaften und der Literatur 1994
- Frahm, Jan-Peter, and Dieter Klaus. "Bryophytes as indicators of recent climate fluctuations in Central Europe." Lindbergia (2001): 97-104.
- Klaus, Dieter. "Zirkulations- und Persistenzänderungen des europäischen Wettergeschehens im Spiegel der Grosswetterlagenstatistik (Changes in the Circulation and Persistence of European Weather Types as Reflected in the Statistics of Large-Scale Weather Situations)." Erdkunde (1993): 85-104.
- Klaus, D. "Raummuster und Periodizität der mittleren jährlichen Niederschlagssummen südlich der Sahara." Archiv für Meteorologie, Geophysik und Bioklimatologie, Serie B 26 (1978): 17-27.
- Desertifikation im Sahel. Ökologische und sozialökonomische Konsequenzen - Geographische Rundschau, 1986
- Klimatologische und klima-ökologische Aspekte der Dürre im Sahel. Steiner 1981
- Periodische und statistische Beziehungen zwischen den jährlichen Häufigkeiten der Grosswetterlagen Europas und der räumlichen Verteilung der jährlichen Niederschlagssummen in Teilen Westafrikas (Periodic and Statistical Linkages between the Annual Frequency of Major Circulation Types in Europe and the Spatial Distribution of Annual Precipitation Totals in Parts of West Africa). Erdkunde Bd. 29, H. 4 (Dec., 1975), pp. 248–267
- Geoecological investigations on the timberline of Pico de Orizaba, Mexico togehter wiith W Lauer, D Klaus - Arctic and Alpine Research, 1975
- Klimafluktuationen in Mexiko seit dem Beginn der meteorologischen Beobachtungsperiode.Akademie der Wissenschaften und der Literatur, 1977 (zusammen mit Wilhelm Lauer)
- Solare Aktivitätsschwankungen und Niederschlagsfluktationen in Westafrika, 1978
- Schadstoffbelastung und Stadtklima in Mexiko-Stadt.Akademie der Wissenschaften und der Literatur, 1988 (zusammen mit Wilhelm Lauer, Ernesto Jáuregui O.)
- Klaus, Dieter. Langfristige Beziehungen zwischen Luftverunreinigung und Grosswettergeschehen. Akademie der Wissenschaften und der Literatur, 1984.
- Frankenberg, Peter, and Dieter Klaus. Atlas der Pflanzenwelt des Nordafrikanischen Trockenraumes: Computerkarten wesentlicher Pflanzenarten und Pflanzenfamilien. na, 1980.
- Die Sahara: Entwicklungen in einem Wüstenkontinent.1980. (zusammen mit Heinrich Schiffers und Hartmut Redmer)